# Chom Phra (huyện)
Chom Phra (tiếng Thái: จอมพระ) là một huyện (amphoe) ở phía bắc của tỉnh Surin, đông bắc Thái Lan.

## Địa lý
Các huyện giáp ranh (từ phía bắc theo chiều kim đồng hồ) là: Tha Tum, Sanom và Sikhoraphum, Khwao Sinarin và Mueang Surin của tỉnh Surin, và Satuek của tỉnh Buriram.

## Lịch sử
Tiểu huyện (king amphoe) Chom Phra được thành lập năm 1959, khi được tách ra từ Tha Tum. Ngày 27 tháng 7 năm 1965 đơn vị này được nâng cấp thành huyện.

## Hành chính
Huyện này được chia thành 9 phó huyện (tambon), các đơn vị này lại được chia ra thành 105 làng (muban). Chom Phra là một thị trấn (thesaban tambon) nằm trên một phần của tambon Chom Phra. Có 9 Tổ chức hành chính tambon.
| STT. | Tên         | Tên Thái | Số làng | Dân số |  |
| ---- | ----------- | -------- | ------- | ------ |  |
| 1.   | Chom Phra   | จอมพระ   | 15      | 10.471 |  |
| 2.   | Mueang Ling | เมืองลีง   | 18      | 10.729 |  |
| 3.   | Krahat      | กระหาด   | 9       | 3.979  |  |
| 4.   | Bu Kraeng   | บุแกรง    | 15      | 7.912  |  |
| 5.   | Nong Sanit  | หนองสนิท  | 10      | 6.918  |  |
| 6.   | Ban Phue    | บ้านผือ    | 11      | 5.599  |  |
| 7.   | Lum Rawi    | ลุ่มระวี    | 10      | 4.841  |  |
| 8.   | Chum Saeng  | ชุมแสง    | 7       | 4.978  |  |
| 9.   | Pen Suk     | เป็นสุข    | 10      | 5.141  |  |